# Jan-Olov Sandberg
Jan-Olov Sandberg es un deportista sueco que compitió en vela en la clase Soling. Ganó una medalla de oro en el Campeonato Europeo de Soling de 1992.

## Palmarés internacional
| \| Campeonato Europeo \| Campeonato Europeo \| Campeonato Europeo \| Campeonato Europeo \| \| Año \| Lugar \| Medalla \| Clase \| \| ------------------ \| ------------------ \| ------------------ \| ------------------ \| \| 1992 \| Cádiz (España) \| Medalla de oro \| Soling \| |                |                |        |
| Campeonato Europeo |                |                |        |
| Año | Lugar          | Medalla        | Clase  |
| 1992 | Cádiz (España) | Medalla de oro | Soling |